# Muriel Ostriche
Muriel Ostriche (Nova York, 24 de maig de 1896 – Saint Petersburg (Florida), 3 de maig de 1989) va ser una actriu de cinema mut molt popular en la dècada de 1910.

## Biografia
Muriel Henrietta Oestrich va néixer a Nova York el 1896. Tot i que alguna revista de l'època diu que va néixer el maig de 1897, a la seva tomba hi ha marcat el 1896 com a data de naixença. Ostriche volia fer-se mestra d'escola però, segons va explicar en una entrevista el 1913, als quinze anys, quan encara estudiava a l'institut, li agradava tant veure films que un dia va visitar els estudis de l'American Biograph i allà algú va pensar que s'assemblava molt a Mary Pickford i li va proposar de fer una prova, convençuda de fer-la pel director William Christy Cabanne. La prova va ser satisfactòria i l'autumne de 1911 va ser contractada per la companyia. Quan la companyia es va moure cap a l'oest per rodar en nous paisatges, la seva mare va considerar que era massa jove per viatjar i va decidir provar sort amb altres productores. Va passar per les productores Powers i Pathé fins que va ser contractada per l'American Eclair Company amb la qual va treballar durant un any sota de direcció d'Étienne Arnaud. Hi va participat en pel·lícules com Saved from the Titanic, Robin Hood o The Legend of Sleepy Hollow, totes tres del 1912.
El 1913, la companyia Reliance li va oferir un contracte millor per esdevenir l'actriu especialitzada en papers de noia ingènua i ho va acceptar. Poc després va ser contractada per Charles J. Hite per la Thanhouser Film Corporation. Hite, president de la Thanhouser, li interessava no només per les crítiques favorables a les seves actuacions sinó també per la seva popularitat. Ostriche havia quedat segona en una consulta de popularitat duta a terme per la revista Motion Picture History Magazine. Per això, va crear una divisió dins de la seva productora, the Princess, per tal de centrar-se en l'actriu i durant més d'un any va estrenar cada setmana una pel·lícula seva d'una bobina, co-interpretada moltes vegades amb Boyd Marshall. La seva popularitat va fer que durant uns anys (entre 1915 i 1920) fos la imatge d'una marca de begudes carbonatades Moxie, i era coneguda com a la «Moxie Girl».
L'any 1915 va deixar la Tanhouser per formar part successivament de la Universal, de la Vitagraph i finalment de la World Film Company, on va romandre durant tres anys. El 1918 es va casar amb Frank A. Brady amb qui va tenir dos fills. En aquell moment va fundat la seva pròpia productora, la Muriel Ostriche Productions, amb la qual va rodar només algunes pel·lícules coproduïdes amb l'Arrows Productions abans de retirar-se completament del món del cinema. Ostriche i Brady es van divorciar el 1926 i ella es va casar després amb Charles Wesley Copp Jr., amb qui també va tenir dos fills. Amb 93 anys el 3 de maig de 1989 va morir a Saint Petersbourg a l'estat de Florida.

## Filmografia

### Biograph (1912)
- A Tale of the Wilderness
- A Blot on the 'Scutcheon

### Éclair (1912-1913)
- The Letter with the Black Seals (1912)
- The Kid, Kite and Kitty (1912)
- The White Aprons (1912)
- Oh, You Ragtime! (1912)
- The Legend of Sleepy Hollow (1912)
- The Easter Bonnet (1912)
- Revenge of the Silk Masks (1912)
- The Raven (1912)
- Saved from the Titanic (1912)
- Feathertop (1912)
- The Holy City (1912)
- A Double Misunderstanding (1912)
- That Loving Man (1912)
- Wanted a Wife in a Hurry (1912)
- Robin Hood (1912)
- The Passing Parade (1912)
- Making Uncle Jealous (1912)
- Silent Jim (1912)
- The Honor of the Firm (1912)
- The Vengeance of the Fakir (1912)
- A Tammany Boarder (1913)
- An Accidental Servant (1913)
- The Spectre Bridegroom (1913)
- The Love Chase (1913)
- The Crimson Cross (1913)
- For Better or for Worse (1913)

### Reliance (1913)
- The Bawlerout
- The Big Boss

### Thanhouser (1913-1915)
- Miss Mischief (1913)
- The Profits of the Business (1913)
- His Sacrifice (1913)
- Frazzled Finance (1913)
- Flood Tide (1913)
- The Farmer's Daughters (1913)
- Life's Pathway (1913)
- Lobster Salad and Milk (1913)
- How Filmy Won His Sweetheart (1913)
- Algy's Awful Auto (1913)
- Friday the Thirteenth (1913)
- Looking for Trouble (1913)
- A Campaign Manageress (1913)
- Bread Upon the Waters (1913)
- A Shot Gun Cupid (1913)
- The House in the Tree (1913)
- Her Right to Happiness (1913)
- Rick's Redemption (1913)
- The Little Church Around the Corner (1913)
- His Imaginary Family (1913)
- The Law of Humanity (1913)
- Cupid's Lieutenant (1913)
- Helen's Stratagem (1913)
- A Rural Free Delivery Romance (1914)
- The Ten of Spades (1914)
- A Circumstantial Nurse (1914)
- When the Cat Came Back (1914)
- The Vacant Chair (1914)
- The Purse and the Girl (1914)
- Where Paths Diverge (1914)
- Percy's First Holiday (1914)
- The Tangled Cat (1914)
- All's Well That Ends Well (1914)
- The Hold-Up (1914)
- Her Way (1914)
- Billy's Ruse (1914)
- The Grand Passion (1914)
- Her First Lesson (1914)
- Too Much Turkey (1914)
- Her Awakening (1914)
- The Strike (1914)
- Politeness Pays (1914)
- In Her Sleep (1914)
- A Circus Romance (1914)
- A Telephone Strategy (1914)
- His Enemy (1914)
- The Toy Shop (1914)
- The Little Señorita (1914)
- Professor Snaith (1914)
- The Decoy (1914)
- The Girl of the Seasons (1914)
- The Veteran's Sword, (1914)
- The Target of Destiny (1914)
- Her Duty (1914)
- A Rural Romance (1914)
- The Belle of the School (1914)
- The Keeper of the Light (1914)
- The Varsity Race (1914)
- The Diamond of Disaster (1914)
- A Madonna of the Poor (1914)
- The Turning of the Road (1914)
- Keeping a Husband (1914)
- A Messenger of Gladness (1914)
- Mrs. Van Ruyter's Stratagem (1914)
- The Amateur Detective (1914)
- The Reader of Minds (1914)
- The White Rose (1914)
- When Fate Rebelled (1915)
- Check No. 130 (1915)
- The Speed King (1915)
- Pleasing Uncle (1915)
- An Innocent Burglar (1915)
- Superstitious Sammy (1915)

### Rex, Universal (1915)
- The Heart Breaker
- Faces in the Night
- When It Strikes Home
- Celeste

### Equitable, Vitagraph (1915- 1916)
- What's Ours?  (1915)
- Mortmain (1915)
- For the Honor of the Crew (1915)
- A Daughter of the Sea (1915)
- A Circus Romance (1916)
- Kennedy Square (1916)
- The Birth of Character (1916)
- Who Killed Simon Baird?  (1916)

### World (1916-1919)
- Sally in Our Alley (1916)
- The Men She Married (1916)
- A Square Deal (1917)
- The Social Leper (1917)
- Moral Courage (1917)
- Youth (1917)
- The Dormant Power (1917)
- The Good for Nothing (1917)
- The Volunteer (1917)
- The Way Out (1918)
- The Purple Lily (1918)
- Leap to Fame (1918)
- Journey's End (1918)
- Tinsel (1918)
- Merely Players (1918)
- The Road to France (1918)
- Hitting the Trail (1918)
- What Love Forgives (1919)
- The Bluffer (1919)
- The Moral Deadline (1919)
- The Hand Invisible (1919)

### Darreres pel·lícules (1919-1921)
- The Sacred Flame (1920)
- Meet Betty's Husband (1920)
- Betty, the Vamp (1920)
- Betty's Green-Eyed Monster (1920)
- Betty Sets the Pace (1920)
- The Shadow (1921)